# Metafizyka klasyczna
Metafizyka klasyczna albo filozofia pierwsza (gr. τὰ μετὰ τὰ φυσικά tà metà tà physiká – „to, co po przyrodzie/ponad przyrodą” lub ( πρώτη φιλοσοφία - "filozofia pierwsza") – dziedzina filozofii badająca bazową strukturę rzeczywistości. Ukonstytuowana przez Arystotelesa, rozważa byt jako byt oraz jego istotne właściwości i ostateczne przyczyny. 

## Etymologia terminu
Zbitka słowna metafizyka pochodzi ze starogreki: przyimek metá (μετά, czyli "po", "ponad" i "poza") oraz przymiotnik physiká (φυσικά czyli "naturalnie") są wyekstraktowane z wyrażenia tà metà tà physiká ("to, co po przyrodzie / ponad przyrodą / poza przyrodą"). Antyczna wymowa "υ" jest bliżej niemieckiego "ü", współcześnie jest to "i" stąd pojawiają się dwa zapisy fonetyczne słowa φυσικά - phusiká oraz physiká. Termin metafizyka mógł powstać w rezultacie prac katalogowych, kiedy Andronikos z Rodos, filozof perypatetycki z I w. p.n.e., uszergeował dzieła Arystotelesa, lokując zbiór części pism (dziś tworzą one traktujace o zasadach bytu poszczególne księgi Metafizyki) po pismach przyrodniczych – Fizyce (τὰ φυσικά). Nazwa "tà metà tà physiká" oznaczałaby w tym kontekście literalnie "te pisma (w kolejności) po tych o fizyce". Po raz pierwszy termin metafizyka pojawił się u współczesnego Andronikosowi, syryjskiego perypatetyka Nicolausa identyfikowanego z Mikołajem z Damaszku (ur. ok. 64 r. p.n.e.) - choć pojawiają się inne teorie wiążące go z Mikołajem z syryjskiej Laodycei. 
Teorię pochodzenia terminu popiera większość wybitnych badaczy Arystotelesa takich jak Zeller, Ross czy Jaeger. Wedle innej teorii uczonego M.H. Reinera tytuł dzieła Metafizyka był inspirowany przez samego Arystotelesa i był używany już przez jego bezpośrednich uczniów. Historyk filozofii Giovanni Reale kontestuje natomiast chronologiczną rekonstrukcję etymologii terminu metafizyka z powodu podwójnego znaczenia greckiego prefiksu meta czyli "po" i "poza"/"ponad". Reale twierdził że z dwóch znaczeń meta to, które jest związane z konceptem sukcesji/następstwa (czyli "po") jest nieistotne i drugorzędne ponieważ nie bierze się pod uwagę całej arytotelejskiej doktryny, w której kluczową jest zasada "jedności bytu" albo "bytu jako bytu" będąca "poza" (lub "ponad") fizyką. Według Reale "poza"/"ponad" jest oryginalnym zaczeniem terminu meta.

Znaczenie terminu metafizyka ewoluowało na przestrzeni ponad dwóch tysięcy lat. Symplicjusz z Cylicji w Komentarzu do Fizyki Arystotelesa (~535 AD) pisze:
Dyscyplinę, która rozważa rzeczywistości całkowicie wyseparowane od materii oraz czystą aktywność intelektu w akcie i intelektu w potencjalności –  tę, która jest wyniesiona do niego na mocy samej aktywności – wszystko to nazywają teologią, pierwszą filozofią i metafizyką, ponieważ znajduje się to poza rzeczywistościami fizycznymi."
Średniowieczna scholatyka scementowała znaczenie metafizyki jako "poza fizyką" i tak jest to rozumiane do dzisiaj. 

## Następcy Arystotelesa
Metafizyka to filozofia pierwsza (określenie Arystotelesa), bo wszystkie nauki szczegółowe odwołują się do niej, i „wiedza boska” (Metafizyka, 983a), czyli teologia, bo bada ostateczne przyczyny rzeczy. Te dwa określenia i arystotelesowskie rozumienie przedmiotu metafizyki przejęło średniowiecze i twórczo rozwinęło metafizykę klasyczną w postaci systemów św. Tomasza, Dunsa Szkota czy Ockhama. W filozofii średniowiecznej stał się słynny jeden z podstawowych problemów metafizyki klasycznej: spór o uniwersalia.
W XX wieku klasyczna metafizyka odżyła w postaci neotomizmu. Jednym z jego najwybitniejszych przedstawicieli w Polsce był o. prof. Mieczysław Krąpiec.

## Krytyka metafizyki
Projekt metafizyki jest absolutny. Chodzi o wyjaśnienie bytu (dlaczego jest) i poznanie jego istotnych właściwości (czym jest), np. istoty czy przyczyn, relacji koniecznych, co może stanowić podstawę dla wypracowania kryteriów wiedzy pewnej. Jednak według niektórych koncepcji metafizyki, jej przedmiot leży poza obrębem doświadczenia. Taką formę metafizyki krytykuje się z pozycji sceptycznych, empirystycznych, pozytywistycznych i scjentystycznych.